# Cantón de Jumeaux
El cantón de Jumeaux era una división administrativa francesa, que estaba situada en el departamento de Puy-de-Dôme y la región de Auvernia.

## Composición
El cantón estaba formado por once comunas:
- Auzat-la-Combelle
- Brassac-les-Mines
- Champagnat-le-Jeune
- Jumeaux
- La Chapelle-sur-Usson
- Esteil
- Lamontgie
- Peslières
- Saint-Jean-Saint-Gervais
- Saint-Martin-d'Ollières
- Valz-sous-Châteauneuf

## Supresión del cantón de Jumeaux
En aplicación del Decreto nº 2014-210 de 21 de febrero de 2014, el cantón de Jumeaux fue suprimido el 22 de marzo de 2015 y sus 11 comunas pasaron a formar parte del nuevo cantón de Brassac-les-Mines.